# Bilancio dello Stato
Il bilancio dello Stato o bilancio pubblico è un documento di contabilità di Stato che indica le entrate, quali imposizione fiscale e redditi derivanti di giochi pubblici (lotterie e concessioni), e le uscite dell'amministrazione di uno Stato (spesa pubblica) relative ad un determinato periodo di tempo ovvero i cosiddetti conti pubblici.
Relativamente allo Stato italiano, esso è un documento di previsione contemplato dall'art. 81 della Costituzione che deve essere presentato alle camere entro il 20 ottobre e approvato entro il 31 dicembre di ogni anno.

## Descrizione
È redatto in termini di competenza e di cassa. Le varie situazioni contabili possibili influenzano profondamente le scelte da parte del governo in fatto di politica di bilancio (che è parte della politica economica), ovvero rispecchiano le scelte della finanza pubblica relative ai bisogni della collettività, alle priorità dei diversi obiettivi preposti nella politica economica (ad esempio livello di pressione fiscale imposto a carico dei contribuenti), attuate attraverso le leggi finanziarie e il Def.
Il bilancio di competenza indica l'ammontare delle spese che lo Stato prevede di dover pagare e delle entrate che prevede di poter riscuotere nell'anno di riferimento (nascita dell'obbligazione). Il bilancio di cassa indica invece le spese che effettivamente verranno liquidate e le entrate che effettivamente saranno incassate (adempimento dell'obbligazione).
Il bilancio ha diverse funzioni: contabile, di garanzia, politica, giuridica ed economica.

### Funzione contabile
La prima funzione è quella di un documento contabile che permette di conoscere la situazione contabile dell'ente e di regolarne l'attività futura. Il bilancio veniva predisposto anche nello Stato assoluto, quando la finanza pubblica si identificava con il patrimonio del re, ma la sua funzione era soltanto quella di un mezzo tecnico di conoscenza ed il suo valore era quello di un atto amministrativo interno, redatto per un'esigenza di ordinata gestione.

### Funzione di garanzia
Quando gli stati assumono caratteristiche più vicine a quelle dello Stato moderno, il bilancio assume anche una funzione di garanzia per i cittadini nei confronti dell'amministratore pubblico: il governo ha meno possibilità di arbitrio quando deve rispettare le voci e le cifre esposte in bilancio.
Il diritto di approvare il bilancio, successivamente rivendicato dalla collettività attraverso i suoi rappresentanti, segna l'evoluzione dello Stato verso forme costituzionali.

### Funzione politica
Il bilancio è ormai molto più che un semplice strumento di rilevazione contabile e ha acquistato una funzione politica nel rapporto tra governo e parlamento. Dal momento che i fini da raggiungere sono sempre enormemente superiori alle possibilità economiche di uno Stato (piena occupazione, riduzione del debito pubblico, miglioramento dei servizi pubblici, ecc.), il bilancio è utile per vedere quali il governo intenda privilegiare, e perciò quali siano le sue reali intenzioni politiche; il tutto salvo approvazione del parlamento.
Inoltre, attraverso questo documento si vedono le entrate e le uscite effettivamente sostenute nel periodo d'esercizio.

### Funzione giuridica
L'approvazione del bilancio diventa un atto giuridico di autorizzazione, senza o contro il quale gli organi del potere esecutivo non possono gestire la spesa pubblica né riscuotere le entrate. Gli stanziamenti del bilancio segnano giuridicamente il limite entro cui deve svolgersi la gestione amministrativa: il bilancio ha forza di legge e vincola alla sua osservanza l'attività della pubblica amministrazione.
È limitato però, dal fatto di non poter modificare le vigenti leggi: non può riadattare un'imposta piuttosto che un'altra, con lo scopo di far quadrare i conti. Per questo motivo sono state introdotte le leggi affiancate, che ne adattano il quadro giuridico fiscale: la più importante è la finanziaria.

### Funzione economica
La funzione del bilancio, infine, si amplia nello Stato contemporaneo, quando alla finanza pubblica si comincia ad attribuire un ruolo attivo in funzione dell'equilibrio economico generale. Il bilancio diventa allora uno strumento di programmazione, che permette di valutare gli effetti dell'attività finanziaria sui vari aspetti della vita economico-sociale e di orientare gli interventi di politica economica verso gli obiettivi desiderati (un aumento o una diminuzione della cifra stanziata in bilancio significa, in sostanza, una maggiore o minore possibilità di attuazione per qualunque scelta politica).
Gli obiettivi e gli interventi possono essere coordinati in modo organico e razionale, in quanto l'intero quadro della finanza pubblica è esposto in un unico documento contabile (seppur di consistenza mastodontica).
Anche il bilancio dello Stato deve essere redatto nel rispetto di alcuni principi fondamentali:
- Annualità, ai sensi dell'art. 81 Cost., il bilancio deve essere redatto dal governo e approvato dalle Camere con frequenza annuale;
- Unità (Unicità), ai sensi dell'art. 24, comma 4, L. 196/2009 le entrate devono affluire ad un unico fondo, il quale serve a finanziare le spese;
- Universalità, tutte le spese e le entrate devono trovare opportuna collocazione in bilancio e non sono ammesse gestioni fuori bilancio, se non espressamente autorizzate;
- Integrità, ogni voce deve essere inserita al "lordo", senza compensazioni tra voci in entrata e voci in uscita;
- Veridicità, deve essere "vero", senza sopravvalutazioni di entrate o sottovalutazioni di uscite, al di fuori di eventuali reati commessi dai suoi compilatori;
- Pubblicità, il bilancio deve essere pubblicato in gazzetta ufficiale;
- Specificazione, ciascuna voce di entrata e di spesa deve essere iscritta in bilancio al fine di evidenziarne la natura contabile;
- Tendenziale equilibrio nel medio periodo, gli Stati appartenenti all'area Euro, sono obbligati ad avere un pareggio di bilancio o al massimo un disavanzo pubblico che non deve però superare il 3% del PIL.

## Situazioni contabili possibili
In generale, in relazione alla differenza tra entrate e uscite (saldo primario), sono possibili 3 diverse situazioni o scenari contabili, comuni peraltro anche alle situazioni aziendali:
- Avanzo primario, ossia saldo positivo tra entrate e uscite;
- Deficit pubblico, ossia disavanzo o saldo negativo tra entrate e uscite al netto degli interessi sul debito pubblico (es. disavanzo primario) oppure con essi inclusi con ricorso quindi ad indebitamento (vedi debito pubblico);
- Pareggio di bilancio, ossia saldo in pareggio tra entrate e uscite.

In relazione a queste situazioni sono possibili conseguenti misure a livello di politica economica (politiche di bilancio) da parte del governo finalizzate a ridurre l'eventuale disavanzo (es. revisione della spesa, tagli alla spesa pubblica o aumento della tassazione sui contribuenti) oppure a finanziare la crescita economica.